# یوان پرن لی
یوان پرن لی (انگلیسی: Yuan-Pern Lee؛ زادهٔ ۲۵ ژانویهٔ ۱۹۵۲) شیمی‌دان اهل تایوان است.

## زندگی
لی متولد ۲۵ ژانویه سال ۱۹۵۲ در هسینچو، تایوان بود. لی در دانشگاه ملی تایوان شیمی تحصیل کرد و دکترایش را از دانشگاه کالیفرنیا، برکلی دریافت کرد.
لی در سال ۱۹۹۹ به عنوان یک عضو انجمن فیزیکی آمریکا برگزیده شد. لی بخشی از یک تیم تحقیقاتی در دانشگاه ملی Chiao Tung بود که ذره CHRIOOE میانی Criegee را در سال ۲۰۱۳ کشف کرد. او دریافت کننده جایزه تحقیقاتی هومبولت در سال ۲۰۱۷ بود و در سال ۲۰۱۹، لی، یوان تسون چن و وی فو چان جایزه علوم ریاست جمهوری تایوان را به دست آورد.